# Ли Ынджу
Ли Ынджу (кор. 이은주; 16 ноября 1980, Кунсан, Чолла-Пукто, Южная Корея — 22 февраля 2005, Пундан, Соннам, Кёнгидо, Южная Корея) — южнокорейская актриса.

## Карьера и смерть
Ли Ынджу снималась в кино начиная с 1997 года, и к 2004 году снялась в 15-ти фильмах.
В 2004 году, после того как Ынджу снялась в детективе «Алая буква», у неё начались проблемы в отношениях с родственниками. Они разгневались и осуждали актрису после того, как та приняла участие в постельных сценах картины.

### Самоубийство
Проблемы в семейных отношениях привели Ынджу к депрессии, которая окончилась печально — буквально через несколько дней после окончания университета Донгук, в ночь с 21 на 22 февраля 2005 года 24-летняя актриса покончила жизнь самоубийством, порезав запястья и позже повесившись у себя на квартире в Пундане.